# Force aérienne paraguayenne
La Force aérienne paraguayenne (en espagnol : Fuerza Aérea Paraguaya) est la composante aérienne des Forces armées du Paraguay.

## Histoire
L’aviation militaire paraguayenne a été créée en 1920, lorsque le First Fighter Squadron et le First Reconnaissance Squadron ont été formés avec des Wilbaut 72 et des Potez 25 A.2 français.
L’armée de l’air paraguayenne (alors appelée aviation militaire) a joué un rôle important dans la victoire paraguayenne dans la guerre du Chaco, étant présente dans les premières et dernières actions du conflit. En 1932, le deuxième escadron de reconnaissance et de bombardement, avec des avions Potez 25, et en 1933, le onzième escadron de chasse « Los Indios », avec des Fiat CR.20bis, ont été formés.
Après la guerre, jusqu’à la fin des années 1930, le gouvernement a acquis une série de nouveaux avions pour rééquiper l’armée de l’air paraguayenne, dont cinq chasseurs Fiat CR.32 et sept avions d’attaque légers Caproni AP.1, qui ont été utilisés pour équiper les deux escadrons de chasse. En 1945, certains avions ont également été donnés par les États-Unis à la fin de la Seconde Guerre mondiale.
Au cours des décennies suivantes, l’armée de l’air n’avait pratiquement pas d’avions prêts au combat, bien qu’elle ait eu de nombreux pilotes formés à l’étranger. Ce n’est que dans les années 1970 que l’armée de l’air a reçu une douzaine d’avions T-6 texans obsolètes mais toujours armés et a recommencé à former des pilotes sur son propre sol. À la fin des années 1970, cependant, la plupart des stocks d’avions étaient encore des avions datant de la Seconde Guerre mondiale. Le gouvernement a décidé d’acheter dix AT-26 Xavante au Brésil afin de pouvoir défendre l’espace aérien paraguayen. les trois premiers appareils sont arrivés en décembre 1979 à l’aéroport international d’Asunción. Quatre C.212-200 son livrés en 1984 et un C.212-400 livré en 2003.
Quand, en 1989, un coup d’État a été lancé contre le dictateur de longue date Alfredo Stroessner, les pilotes de chasse 1st Lts Juan Antonio Rojas Duré et Gerardo Miguel Ángel Maldonado Gómez, aux commandes de Xavantes, ont effectué une série de survols agressifs au-dessus des forces loyalistes, une action profondément démoralisante, car ces dernières n’avaient aucun moyen de se défendre contre les avions de combat. L’action de l’armée de l’air, ainsi que la supériorité de l’artillerie du général Andrés Rodríguez, conduisirent à une reddition précipitée des forces de Stroessner.
En 1990, le gouvernement taïwanais a fait don de six avions à réaction T-33 Shooting Star à l’armée de l’air, dont les premiers exemplaires sont arrivés en 1991. Les Taïwanais avaient également annoncé qu’ils feraient don de douze avions de combat F-5E/F au Paraguay, avec des provisions pour les fournitures, la maintenance et la formation du personnel au sol et des pilotes, mais en raison de problèmes internationaux, aucun F-5 ne sera livrée au Paraguay.
Les AT-26 Xavante ont été définitivement désactivés en 2004, après vingt-cinq ans de service dans l’armée de l’air.
En outre, des études ont été faites pour l’acquisition d’avions Embraer EMB 314 Tucano, ainsi qu’une délégation envoyée sur les lieux des négociations entre le Pérou et la Corée du Sud pour le KAI KT-1.  En 2019, une délégation a été envoyée en Argentine pour discuter de l’achat d’hélicoptères et de l’FMA IA 63 Pampa. En 2022, ses T-35 Pillán sont renvoyés à l’ENAER pour une révision.

## Aéronefs

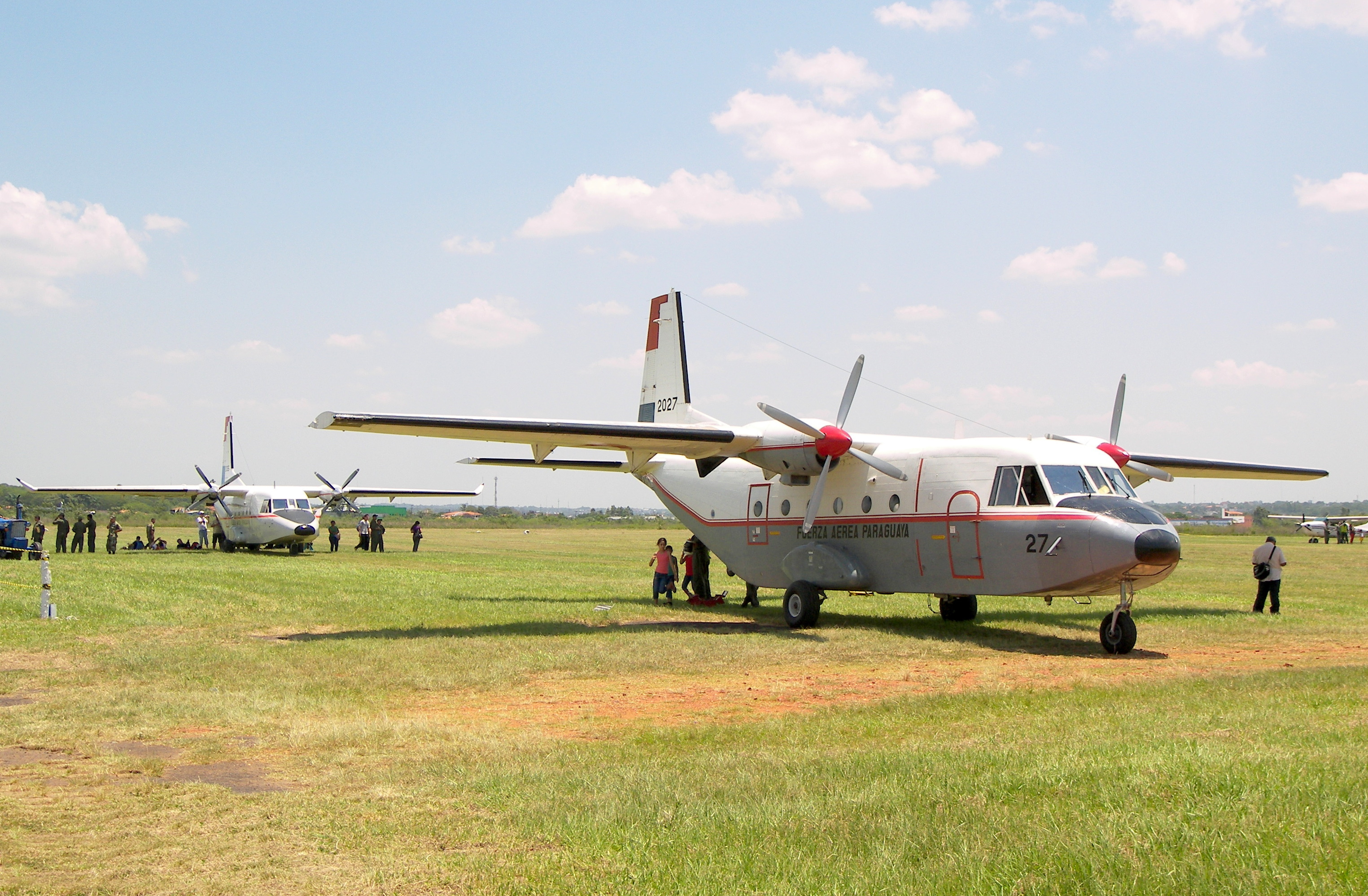
Casa C-212 Aviocar

Les appareils en service en 2024 sont les suivants :
| Aéronefs                    | Origine          | Type                         | En service       | Versions            |
| mission spéciale            | mission spéciale | mission spéciale             | mission spéciale | mission spéciale    |
| --------------------------- | ---------------- | ---------------------------- | ---------------- | ------------------- |
| Diamond DA62                | Autriche         | Avion de reconnaissance      | 1                |                     |
| avion de transport          |                  |                              |                  |                     |
| Cessna 208 Caravan          | États-Unis       | Avion de transport léger     | 2                |                     |
| Beechcraft Baron            | États-Unis       | Avion de transport léger     | 2                |                     |
| CASA C-212                  | Espagne          | Avion de transport           | 3                | C-212-200 C-212-300 |
| avion d'entrainement        |                  |                              |                  |                     |
| Embraer EMB 312             | Brésil           | Avion d'entrainement         | 6                |                     |
| ENAER T-35 Pillán           | Chili            | Avion d'entrainement         | 10               |                     |
| Hélicoptère                 |                  |                              |                  |                     |
| Aérospatiale AS350 Écureuil | France           | Hélicoptère utilitaire léger | 3                |                     |
| Bell UH-1 Iroquois          | États-Unis       | Hélicoptère de transport     | 9                | UH-1H               |